# Barnes Peak
Barnes Peak ist ein 3360 m hoher Berg in der antarktischen Ross Dependency. Er ragt 6,5 km südöstlich des Mount Dickerson in der Königin-Alexandra-Kette des Transantarktischen Gebirges auf. 
Das Advisory Committee on Antarctic Names benannte ihn 1965 nach Elwood E. Barnes, Mitglied des United States Antarctic Research Program und 1963 Strahlenwissenschaftler der am Kap Hallett gelegenen Forschungsstation.